# (8167) Ishii
(8167) Ishii es un asteroide perteneciente al cinturón de asteroides, región del sistema solar que se encuentra entre las órbitas de Marte y Júpiter.
Fue descubierto el 14 de febrero de 1991 por Kin Endate y Kazuro Watanabe desde el observatorio de Kitami.

## Designación y nombre
Designado provisionalmente como 1991 CM3, fue nombrado en honor a Takahiro Ishii (n. 1959), astrónomo aficionado japonés y propietario activo del Observatorio Kamogawa, Prefectura de Chiba. Es un firme defensor de los aficionados del vecindario y su contribución a la popularización y difusión de técnicas de fotografía celeste lo hace bienvenido en reuniones de todo el país.

## Características orbitales
Ishii está situado a una distancia media del Sol de 2,430 ua, pudiendo alejarse hasta 2,751 ua y acercarse hasta 2,108 ua. Su excentricidad es 0,132 y la inclinación orbital 4,560 grados. Emplea 1383,37 días en completar una órbita alrededor del Sol.

## Características físicas
La magnitud absoluta de Ishii es 13,68. Tiene 5,549 km de diámetro y su albedo se estima en 0,250.